# Peter Zinkernagel
Peter Zinkernagel, (født 3. april 1921, død 14. marts 2003), var en dansk filosof.